# Earl of Airlie

Wappen der Earls of Airlie

Earl of Airlie ist ein erblicher britischer Adelstitel in der Peerage of Scotland.
Der jeweilige Earl ist erblicher Chief des Clan Ogilvy.
Familiensitze der Earls sind Airlie Castle und Cortachy Castle bei Forfar, Angus in Schottland.

## Verleihung und nachgeordnete Titel
Der Titel wurde am 2. April 1639 James Ogilvy, 7. Lord Ogilvy of Airlie, verliehen. Dieser war einer der Heerführer des englischen Königs in den Bischofskriegen.
Zusammen mit dem Earldom wurde ihm der nachgeordnete Titel Lord Ogilvy of Alith and Lintrathen verliehen. Zudem hatte er 1617 von seinem Vater den am 28. April 1491 für seinen Vorfahren James Ogilvy geschaffenen Titel Lord Ogilvy of Airlie geerbt. Alle genannten Titel gehören zur Peerage of Scotland.
Der jeweilige Titelerbe führt den Höflichkeitstitel Lord Ogilvy.

## Entzug des Titels und abweichende Zählung
Der dritte Earl beteiligte sich am Jakobitenaufstand von 1715, woraufhin er durch Parlamentsbeschluss (Bill of Attainder) vom 13. November 1715 wegen Hochverrats geächtet wurde, womit auch die Aberkennung seiner Titel verbunden war. Sein 1716 ebenfalls geächteter Sohn und Erbe, James Ogilvy († 1731), wurde 1725 begnadigt, nicht aber die Titel wiederhergestellt. Dessen Neffe und Erbe David Ogilvy (1725–1803) wurde geächtet, als er am Jakobitenaufstand von 1745 teilnahm, und 1783 ebenfalls begnadigt, ohne dass der Titel wiederhergestellt wurde. Dessen Bruder und Erbe Walter Ogilvy of Clova (1733–1819) bemühte sich um eine Wiederherstellung des Titels, starb aber, bevor es zu einer Entscheidung kam. Dessen Sohn David Ogilvy (1785–1849) erwirkte schließlich am 26. Mai 1826 die rückwirkende Aufhebung der Ächtung des dritten Earls und die Wiederherstellung der Titels zu seinen Gunsten. Er wird gewöhnlich als 4. Earl gezählt. Im Hinblick darauf, dass durch die rückwirkende Wiederherstellung auch der Titelanspruch seiner zwischenzeitlich verstorbenen Vorgänger als Titelprätendenten und de-iure-Earls legitimiert wurde, kann er – je nachdem ob deren eigene Ächtung und der Titelanspruch des wegen Geisteskrankheit unzurechnungsfähigen David Ogilvy (1751–1812) berücksichtigt wird oder nicht – auch als 5., 6., 7., 8. oder 9. Earl gezählt werden.

## Liste der Earls of Airlie und Lords Ogilvy of Airlie

### Lords Ogilvy of Airlie (1491)
- James Ogilvy, 1. Lord Ogilvy of Airlie (1430–1504)
- John Ogilvy, 2. Lord Ogilvy of Airlie († um 1505)
- James Ogilvy, 3. Lord Ogilvy of Airlie († vor 1524)
- James Ogilvy, 4. Lord Ogilvy of Airlie († 1549)
- James Ogilvy, 5. Lord Ogilvy of Airlie († 1606)
- James Ogilvy, 6. Lord Ogilvy of Airlie († 1617)
- James Ogilvy, 7. Lord Ogilvy of Airlie (1586–1665) (1639 zum Earl of Airlie erhoben)

### Earls of Airlie (1639)
- James Ogilvy, 1. Earl of Airlie (1586–1665)
- James Ogilvy, 2. Earl of Airlie (um 1615–1703)
- David Ogilvy, 3. Earl of Airlie († 1717) (Titel verwirkt 1715)
  - James Ogilvy († 1731)
  - John Ogilvy (1699–1761)
  - David Airlie (1725–1803)
  - David Ogilvy (1751–1812)
  - Walter Ogilvy (1733–1819)
- David Ogilvy, 4. Earl of Airlie (1785–1849) (Titel wiederhergestellt 1826)
- David Ogilvy, 5. Earl of Airlie (1826–1881)
- David Ogilvy, 6. Earl of Airlie (1856–1900)
- David Ogilvy, 7. Earl of Airlie (1893–1968)
- David Ogilvy, 8. Earl of Airlie (1926–2023)
- David Ogilvy, 9. Earl of Airlie (* 1958)

Titelerbe (Heir apparent) ist der Sohn des jetzigen Earls, David John Ogilvy, Lord Ogilvy (* 1991).